# Earomyia hirtithorax
Earomyia hirtithorax is een vliegensoort uit de familie van de Lonchaeidae. De wetenschappelijke naam van de soort is voor het eerst geldig gepubliceerd in 1925 door Aldrich.